# Crucea aristocrației Boemiei
Crucea aristocrației Boemiei a fost o medalie de merit creată în Imperiul Austriac, în 1814.

## Istorie
Medalia a fost instituită prin Decretul din 3 mai 1814 emis de împăratul Francisc I al Austriei, pentru a-i recompensa pe aristocrații cehi care s-au opus vitejește invaziei napoleoniene în toamna anului 1813. 
A fost acordată celor 38 de nobili cehi care l-au însoțit și protejat pe împărat în timpul campaniei sale la Paris, după înfrângerea lui Napoleon la Leipzig.

## Descriere
Aversul medaliei din aur consta într-o cruce malteză smălțuită cu roșu, al cărei medalion central purta un leu rampant smălțuit cu alb, întors spre stânga (vechiul simbol al Regatului Boemiei).
Pe revers medaliei, pe medalionul central smălțuit cu alb, se află gravat textul în latină: NOB. BOHEMIS. BELLO. GALL. FIDIS CORPORIS CUSTODIBUS. FRANC.AUG. MDCCCXIV. (În română: „Aristocraților din Boemia, gărzi loiale în timpul războiului împotriva Franței, Francisc Augustus 1814”)
Medalia se purta pe partea stângă a pieptului, atârnată de o panglică albă, cu o dungă roșie pe mijloc.